# Бурда, Никита Валерьевич
Ники́та Вале́рьевич Бурда́ (укр. Микита Валерійович Бурда; 24 марта 1995, Енакиево, Украина) — украинский футболист, защитник ковалёвского «Колоса». Играл за сборную Украины.

## Клубная карьера
Родился 24 марта 1995 в городе Енакиево. В шесть лет с матерью переехал в Яготин, где проживала бабушка. В тринадцатилетнем возрасте стал заниматься футболом в киевском РУФК, а спустя три года в столичном «Динамо». В 2014 году Никита был повышен в первую команду динамовцев. Его дебют состоялся 18 сентября 2014 года в матче Лиги Европы против «Риу Аве».

## Карьера в сборной
Никита выступал за юношеские сборные своей страны и принимал участие на юношеском чемпионате Европы 2014.
31 мая 2018 года состоялся дебют в составе сборной Украины в товарищеской игре против Марокко. Главный тренер Андрей Шевченко выпустил Бурду на поле в стартовом составе, где он играл в паре с другим центральным защитником Сергеем Кривцовым. Встреча завершилась нулевой ничьей.

### Матчи за сборную
| № | Дата             | Оппонент   | Счёт | Голы | Пасы | Минуты | Соревнование                             |
| - | ---------------- | ---------- | ---- | ---- | ---- | ------ | ---------------------------------------- |
| 1 | 31 мая 2018      | Марокко    | 0:0  | —    | —    | 90'    | Товарищеский матч                        |
| 2 | 3 июня 2018      | Албания    | 1:4  | —    | —    | 90'    | Товарищеский матч                        |
| 3 | 9 сентября 2018  | Словакия   | 1:0  | —    | —    | 90'    | Лига Наций                               |
| 4 | 10 октября 2018  | Италия     | 1:1  | —    | 1    | 90'    | Товарищеский матч                        |
| 5 | 16 октября 2018  | Чехия      | 1:0  | —    | —    | 90'    | Лига Наций                               |
| 6 | 16 ноября 2018   | Словакия   | 4:1  | —    | —    | 90'    | Лига Наций                               |
| 7 | 25 марта 2019    | Люксембург | 1:2  | —    | —    | 90'    | Отборочный турнир чемпионата Европы 2020 |
| 8 | 10 сентября 2019 | Нигерия    | 2:2  | —    | —    | 90'    | Товарищеский матч                        |

Итого: сыграно матчей: 8 / забито голов: 0; победы: 4, ничьи: 3, поражения: 1.

## Достижения

### Командные
«Динамо» (Киев)
- Чемпион Украины (2): 2014/15, 2015/16
- Серебряный призёр чемпионата Украины: 2018/19
- Обладатель Кубка Украины (3): 2014/15, 2019/20, 2020/21
- Обладатель Суперкубка Украины (2): 2018, 2019

«Заря» (Луганск)
- Бронзовый призёр чемпионата Украины: 2022/23